# Kostel svaté Kunhuty (Nové Město na Moravě)
Kostel svaté Kunhuty je nejstarší architektonickou památkou v Novém Městě na Moravě. Nachází se na Vratislavově náměstí a je farním kostelem zdejší farnosti, která v současné době patří do žďárského děkanství brněnské diecéze. Kostel zasvěcený svaté Kunhutě je chráněn jako kulturní památka České republiky.

## Historie
Nejstarší část (gotický presbytář) byla postavena ve 14. století. V polovině 15. století přistavěli chrámovou loď. V roce 1499 přibyla zvonice, jež byla roku 1592 přestavěna na věž. Při velkém požáru města roku 1723 vyhořel i kostel; o 16 let později přibyla nová jižní sakristie a severní přeměněna na tzv. Černou kapli. Okolo kostela byl až do roku 1801 hřbitov. Nová sgrafita pocházejí od akademického malíře Karla Němce.

## Interiér
V kostele najdeme řadu hrobů. V předsíni se nachází náhrobní kámen manželky úředníka Želechovského ze Želechova. Do krypty pod kněžištěm byla pohřbena těla některých příslušníků rodů Dubských z Třebomyslic a Kratzerů.

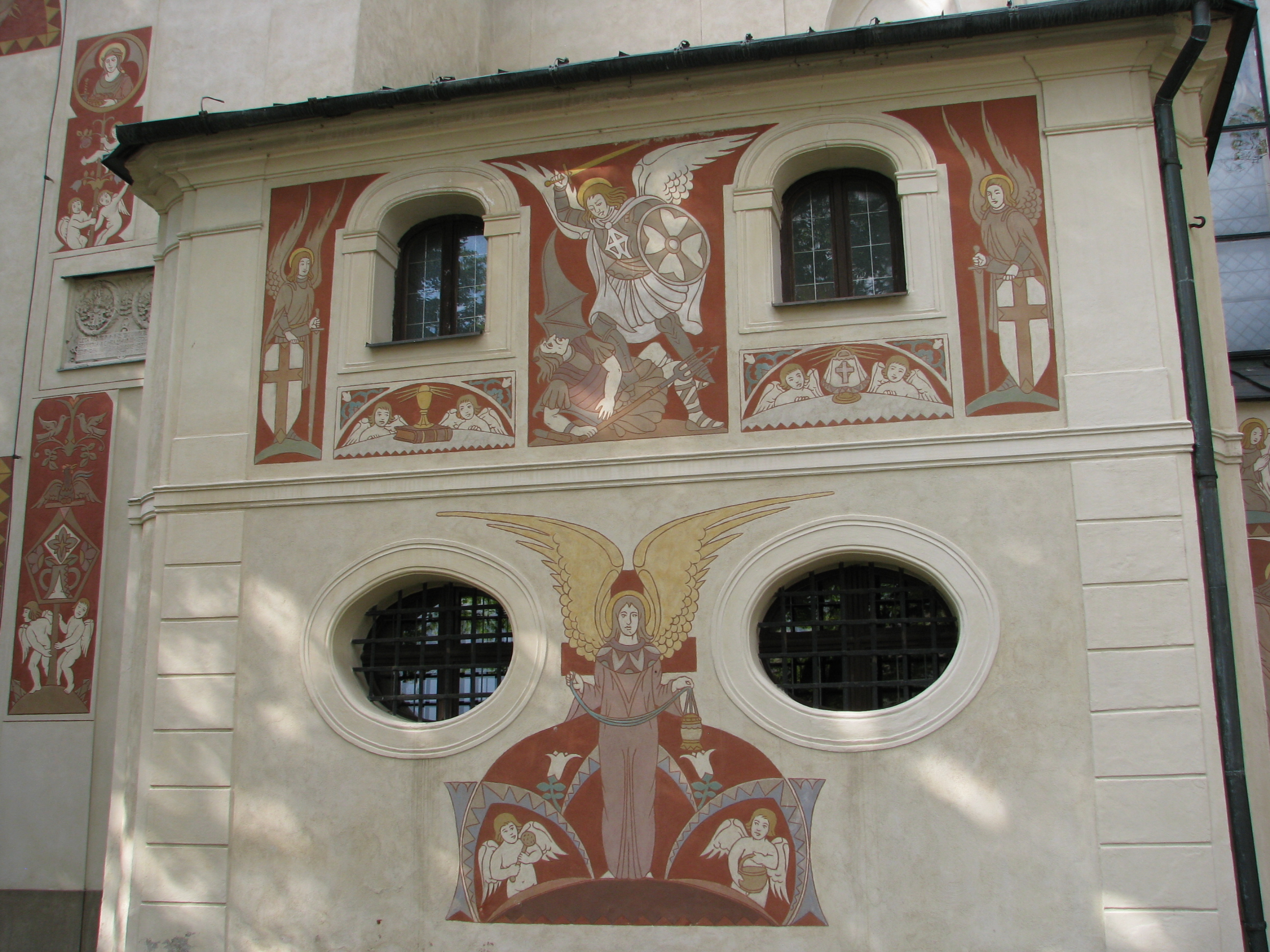
Autorem sgrafitové výzdoby je akademický malíř Karel Němec